# The Very Best of Santana (Live in 1968)
The Very Best of Santana (Live in 1968) é um álbum duplo ao vivo da banda americana Santana, gravado em novembro de 1968 mas lançado apenas em 2007. O álbum foi um lançamento exclusivo da Austrália.

## Faixas

### Disco 1
1. "Jin-Go-Lo-Ba"
2. "El Coranza Manda"
3. "La Puesta Del Sol"
4. "Persuasion"
5. "As The Years Go By"
6. "Soul Sacrifice"

### Disco 2
1. "Fried Neckbones And Home Fries"
2. "Santana Jam"
3. "Latin Tropical"
4. "Let's Get Ourselves Together"
5. "With A Little Help From My Friends"
6. "Everyday I Have The Blues"